# Sant Marçal de Cortvassill
Sant Marçal de Cortvassill és l'església, antigament parroquial, romànica, del poble de Cortvassill, pertanyent al terme comunal de Porta, de la comarca de l'Alta Cerdanya, a la Catalunya del Nord.
L'església és al capdamunt, al nord-est, de la població, aturonada en un coster en el qual s'ordenen les cases del poble. Té el cementiri del poble al seu costat.

## Història

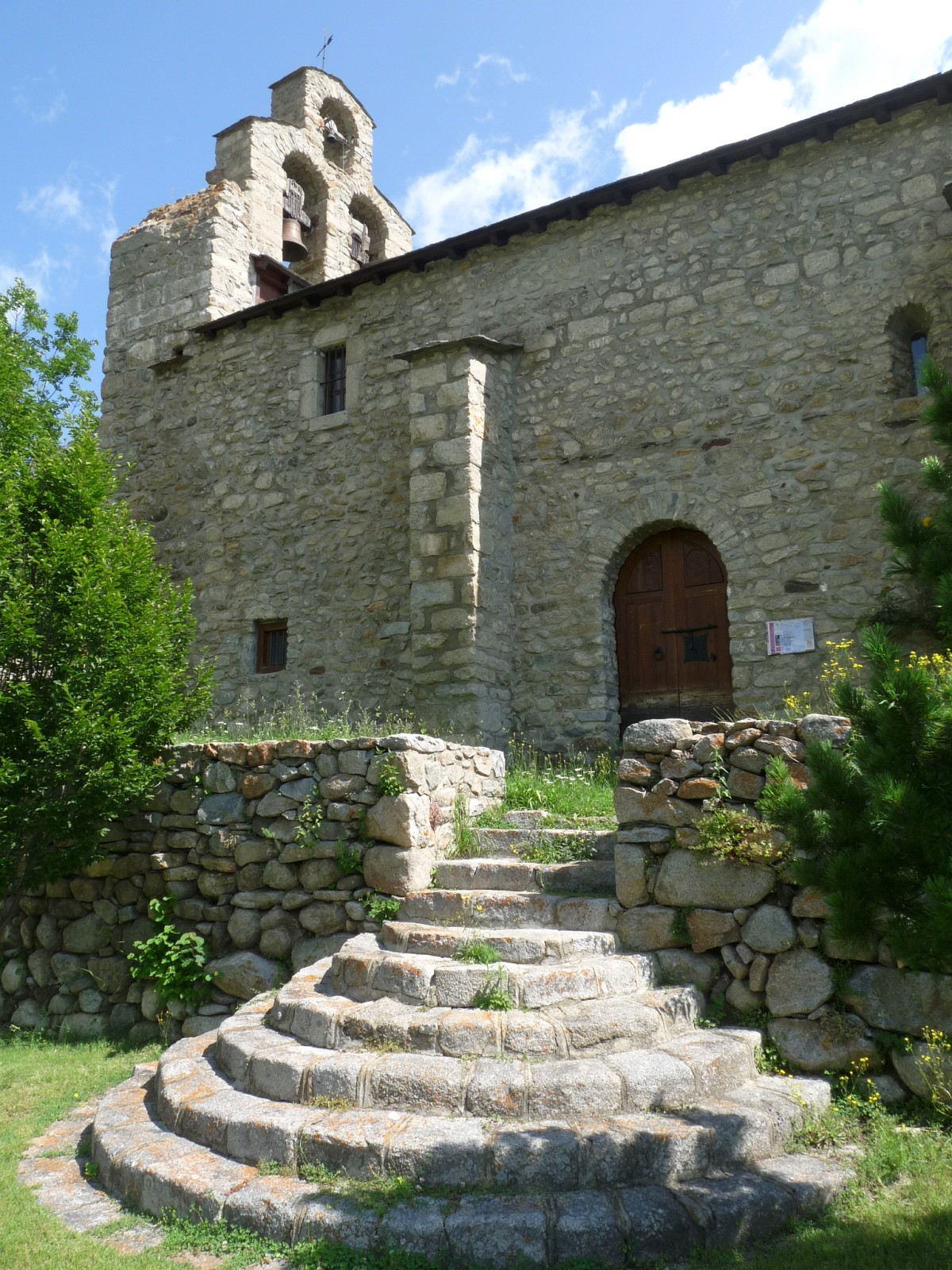
Façana meridional de l'església

Sant Marçal de Cortvassill és l'església romànica, originalment dedicada a Sant Quintí, i documentada per primer cop el 1129. En els segles següents hom l'esmentaria també com a Sant Quintí de Querol, pel nom de la vall; canvià d'advocació el segle xvi (1511), per adoptar el d'una sufragània, però durant força temps hom l'anomenà amb el nom doble Sant Marçal i Sant Quintí. El 1265 havia esdevingut parròquia i així fou fins al s. XVIII.

## Característiques
L'edifici és del segle xii, de nau única i absis semicircular. Té un campanar d'espadanya de tres arcs, de construcció més moderna.

## Mobiliari
Del segle xviii és el retaule de l'altar major. És de començaments del segle xviii, amb elements posteriors, potser del taller dels Sunyer. També hi ha un altre retaule, dedicat a la Mare de Déu, del 1806, amb sis pintures sobre fusta (segle XVII), dues marededéus i un àngel músic del xviii.